# فيليس ريتشموند
فيليس ريتشموند (بالإنجليزية: Phyllis Richmond) هي أمينة مكتبة أمريكية، ولدت في 1921 في بوسطن في الولايات المتحدة، وتوفيت في 6 أكتوبر 1997 بسبب مرض آلزهايمر.